# Коктобинський сільський округ (Хромтауський район)
Коктоби́нський сільський округ (каз. Көктөбе ауылдық округі, рос. Коктобинский сельский округ) — адміністративна одиниця у складі Хромтауського району Актюбінської області Казахстану. Адміністративний центр — село Майтобе.
Населення — 484 особи (2021; 539 у 2009, 832 у 1999, 1657 у 1989).
Станом на 1989 рік існувала Коктобинська сільська рада (села Карабаз, Коктау, Коктерек, Кошенсай, Майтобе, Мамит). 1999 року від Коктобинського сільського округу було відокремлено територію площею 521,05 км² та населені пункти Коктау і Карабаз для передачі їх до складу Кредиковського сільського округу. 2006 року від Коктобинського сільського округу було відокремлено територію площею 377,45 км² та населений пункт Кошенсай з метою передачі до новоутвореного Коктауського сільського округу.

## Склад
До складу округу входять такі населені пункти:
| Населений пункт | Колишні назви | Населення, осіб (1989) | Населення, осіб (1999) | Населення, осіб (2009) | Населення, осіб (2021) |
| --------------- | ------------- | ---------------------- | ---------------------- | ---------------------- | ---------------------- |
| Коктерек, село  | Авангард      | 406                    | 218                    | 113                    | 64                     |
| Майтобе, село   | -             | 1045                   | 614                    | 426                    | 420                    |
| Мамит, село     | -             | 206                    | -                      | -                      | -                      |